# Перекрёсток (литературное объединение)
«Перекрёсток» — объединение поэтов русского зарубежья, существовавшее в 1928—1937 годах.
Группа объединяла парижан В. Смоленского, Г. Раевского, Ю. Мандельштама, Ю. Терапиано, Д. Кнута, П. Бобринского и белградцев И. Голенищева-Кутузова, А. Дуракова, Е. Таубер, К. Халафова. В. Ф. Ходасевич формально в состав объединения не входил, однако считался его фактическим лидером (мэтром), участвовал в проектах «Перекрёстка» и поддерживал дружеские отношения с его участниками. Название для объединения предложил Д. Кнут.
Участники «Перекрёстка» ориентировались на эстетические позиции Ходасевича в плане развития в поэзии русского зарубежья традиций русской классической поэзии и кропотливой работы над формой произведений. Соответственно, идейным оппонентом группы был Г. В. Адамович, поддерживавший концепцию поэзии как «человеческого документа», выражающего трагедию жизни в эмиграции и не требующего связи с классической поэзией и формальной отделки. При этом, несмотря на идейное противостояние Ходасевича и Адамовича, влияние последнего (и возглавляемого им течения, известного как «парижская нота») на поэтов «Перекрёстка» также было значительным.
В 1930 году была издано два одноимённых поэтических сборника объединения, вызвавшие отклики как Ходасевича (сочувственный, хотя и с оговорками), так и Адамовича (прохладный).
Участники «Перекрёстка» проводили литературные вечера, на которые приглашались крупные поэты, прозаики и критики эмиграции З. Гиппиус, В. Сирин (Набоков), С. Маковский, В. Вейдле и даже Г. Адамович. В рамках этих вечеров не только читались и обсуждались стихи и участников группы и гостей, но и делались доклады, посвящённые теории литературы и проблемам поэзии русского зарубежья. Некоторые из вечеров были посвящены творчеству поэтов-классиков (А. Белого, А. Блока, А. Пушкина) и членов объединения (Д. Кнута, В. Смоленского, Ю. Мандельштама). Шуточное творчество участников группы записывалось в специальную рукописную «Перекрёсточную тетрадь», которую вели, в основном, Ю. Терапиано и Ю. Мандельштам.
Последний вечер «Перекрестка» был проведён 11 февраля 1937 года. Согласно воспоминаниям Ю. Терапиано, объединение распалось «по „человеческим“, а не по идеологическим причинам».